# Depressió de Turan

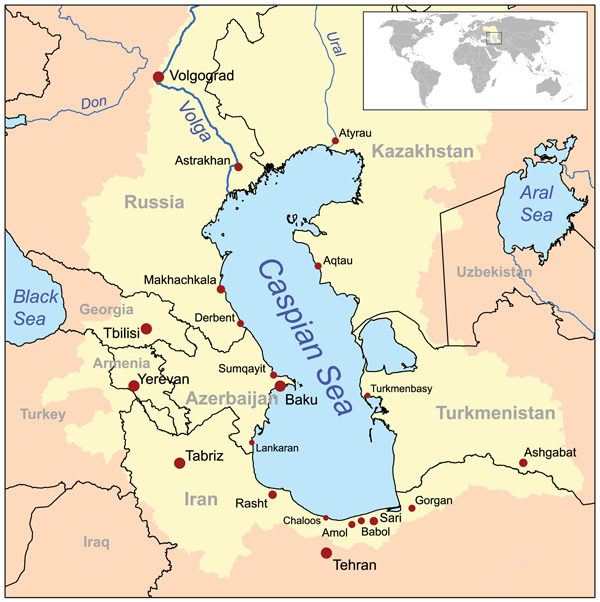
Mapa de la zona de la Mar Càspia i la Mar d'Aral; en groc es mostra la conva de drenatge del Caspi

La depressió de Turan, plana turànica o conca turànica és una depressió de clima desèrtic que s'estén des del sud del Turkmenistan a través de l'Uzbekistan i el Kazakhstan, des de la serralada de Kopet Dag fins a la depressió del riu Turgai, al Kazakhstan.
Rep el nom del país del Turan. El seu límit oest és la mar Càspia, i el del sud-est és la Mar d'Aral dins la vasta depressió aralocaspiana, però també té parts per sobre del nivell del mar. És una de les grans extensions de sorra del món. El desert de Karakum es troba a la part sud.
De mitjana, la regió rep menys de 381 mm de pluja per any. Tres de les més grans ciutats en la depressió del Turán són: Daşoguz a Turkmenistan, Nukus a l'Uzbekistan i Urgench, també a l'Uzbekistan. Vpadina Akchanaya, a Turkmenistan, arriba a 81 metres sota el nivell de la mar.

## Geografia
La regió de les terres baixes es troba a l'est del mar Caspi i al sud-est del mar d'Aral a la vasta depressió Aral-Caspi, però també s'estén a parts sobre el nivell del mar. És una de les extensions de sorra més grans del món, i cobreix una àrea d'uns 3 milions de km². De mitjana, la regió rep menys de 380 mm de pluja anual. El desert de Karakum es troba a la part sud de les terres baixes de Turan.
La part de la depressió adjacent al mar d'Aral és sense desguàs. Inclou una xarxa de rierols temporals que normalment desemboquen en salines de sor, que estacionalment es converteixen en llacs salats.
Tres de les principals ciutats de la depressió turànica són Daşoguz al Turkmenistan, Nukus a l'Uzbekistan, i Urgendj, també a l'Uzbekistan. Vpadina Aktxànaia, al Turkmenistan, es troba a 81 metres per sota del nivell del mar. Hi discorren els rius Amudarià i Sirdarià.
Al Pliocè i Plistocè, el territori de la moderna depressió de Turan era el fons de l'immens mar de Turan, que es va dividir en els moderns mars Caspi i Aral fa uns deu mil anys.

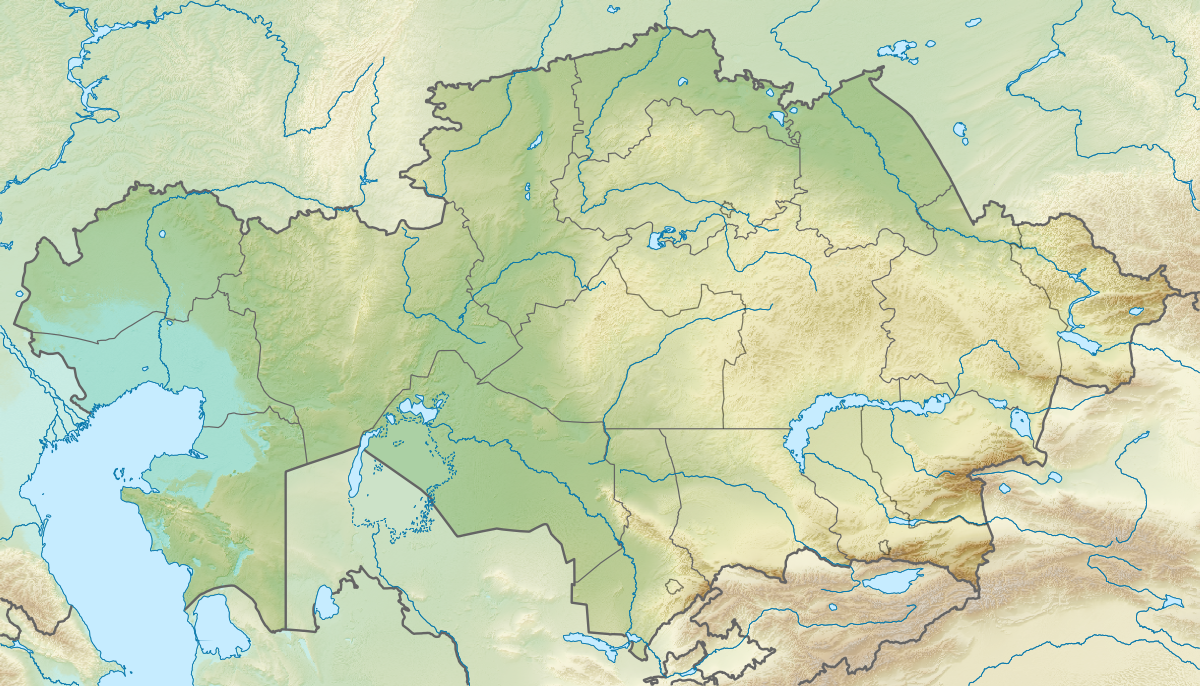
Relleu del Kazakhstan.

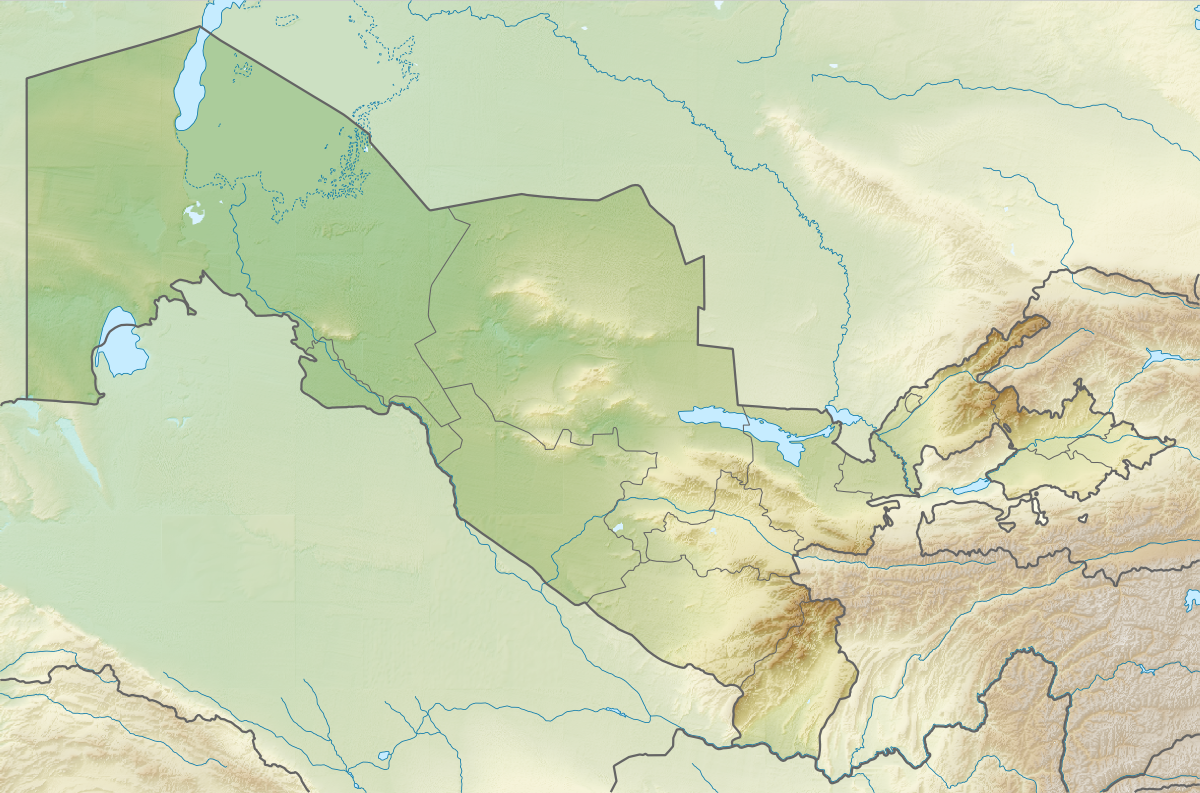
Relleu d'Uzbekistan.

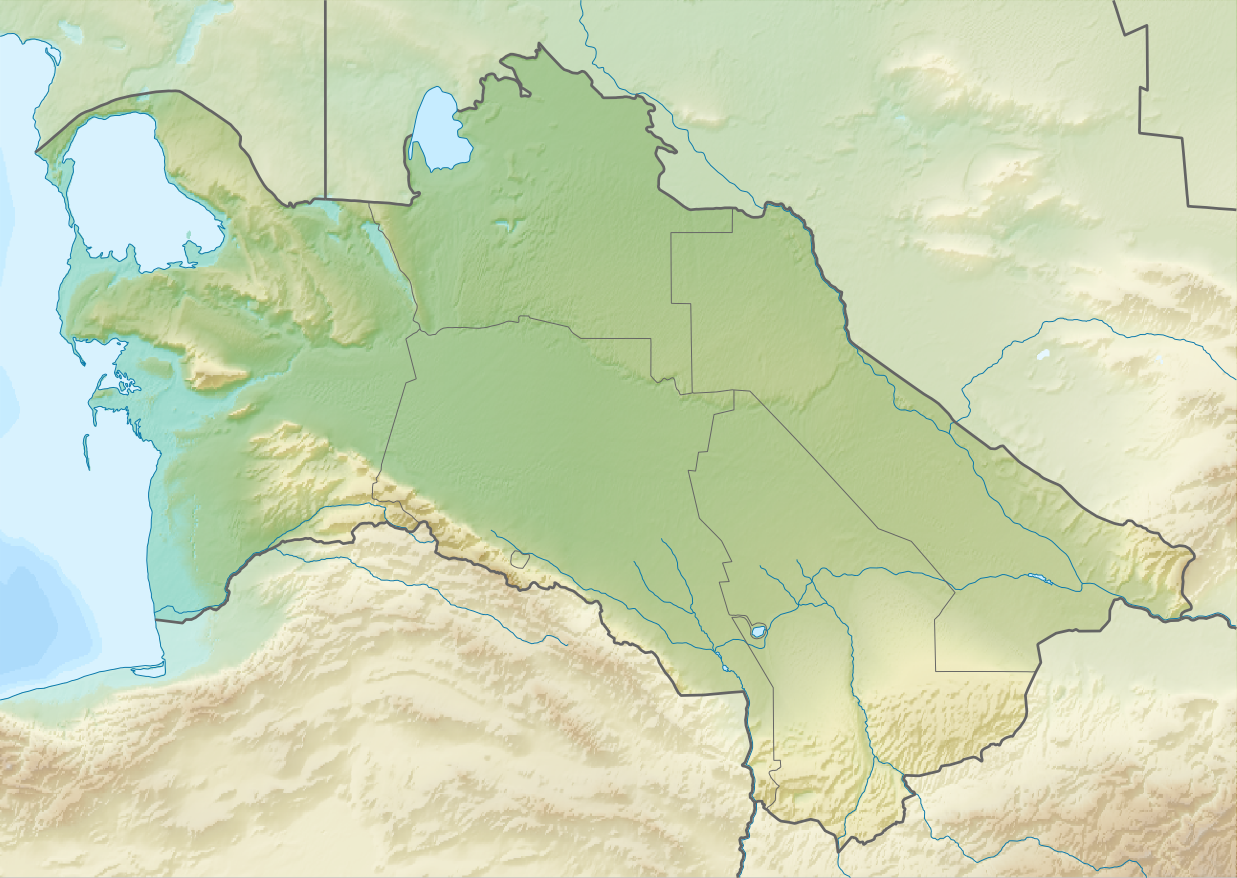
Relleu de Turkmenistan.

En la plana de Turan no hi ha rius que flueixin permanentment, els rius que parteixen de les muntanyes (Amu Darya, Syrdaryo, Zarafshan, Ili, Chu, Murgob, Tajan, etc.) arriben a la plana. Hi ha llacs tectònics, antropogènics (Arol, Balkhash, Sarikamish, Aydarkol, Dengizkol, etc.). La plana de Turan és rica en aigües subterrànies, però la major part és salina. En la base de la placa de Turan i en uns quants massissos de sorra hi havia aigua dolça subterrània. En els rius que discorren pel seu territori es van construir embassaments (Tuyamoin, Tajan, Sariyoz, Hovuzkhan, Yolotan) i canals (Karakum, Amu-Bukhara, etc.).
Els sòls terrenys de color marró grisenc, grisos, arenosos, àrids, de prada, salats, de regadiu agrícola. La majoria són salats i poc rics en humus. La Plana de Turan posseeix diversos recursos naturals (minerals, farratge per al bestiar, terra). Els minerals inclouen petroli, gas, or, fosforita i materials de construcció.

### Límits
- al nord - altiplà de Turgai
- al nord-est - petites pujols kazakhs
- a l'est, separat dels deserts de la conca Balkhash - Alakol per l'elevada vora oriental del desert de Betpak-Da-la i les muntanyes Chu-Ili
- al sud-est: les muntanyes Tien Shan i Pamir-Alai
- al sud: Kopetdag i els contraforts de Paropamiz
- a l'oest, la costa oriental de la mar Càspia
- al nord-oest: contraforts joves i el peu oriental de Mugodzhar

### Clima
El clima de la part septentrional de la conca del Turán del Kazakhstan és molt continental. L'hivern és fred i gelat, la capa de neu és constant i el seu gruix és de 15–25 cm. Són freqüents els vents forts. La seva mitjana anual és de 5,5 - 6,5 m/s. La precipitació mitjana anual és de 150–300 mm.
La temperatura de l'aire al gener és de -17°С, al juliol -24°С. El clima del sud de la plana és continental. L'hivern aquí és bastant càlid. El gruix de la capa de neu. 10–15 cm, en l'extrem sud no hi ha mantell de neu permanent. La temperatura de l'aire al gener és de -5 a -11 °C, els mesos d'estiu són molt calorosos i secs. La temperatura mitjana anual de l'aire al juliol és de 26-29°С. A l'estiu, la superfície de la sorra s'escalfa fins a 80 °C. Quantitat mitjana anual de precipitacions. Entre 70 i 180 mm.
En aquesta part meridional i suroccidental de la plana (regió del Syr Darya i regió occidental de la cresta de Karatauthe) les precipitacions a la primavera i tardor creen condicions favorables per al creixement de les plantes efímeres i efemèrides. En canvi, en la part nord i nord-est, per contra, les precipitacions són menors a la primavera i més importants a l'estiu, així com l'absenta, el mangle, etc., adequats per al creixement de les famílies de cereals. La temperatura total de l'aire per sobre dels 10 °C en la zona nord és de 32-37 °C, mentre que en les zones desèrtiques del sud aconsegueix 46 °C. La quantitat d'evaporació de la superfície de l'aigua augmenta de nord a sud (de 800 a 2000 mm). Atès que la major part de la conca del Turán es troba en el cinturó desèrtic i en el desert, la major part de la coberta del sòl està formada per sòls grisos, grisos salins, grisos pàl·lids i grisos arenosos. Només el sòl de l'extrem nord és marró, marró pàl·lid. En les parts rocoses de les regions desèrtiques es troben erms i oasis.

## Flora i fauna
La coberta vegetal és escassa, l'absenta, el shora, el juzgun, l'acàcia arenosa, l'efímera i altres plantes conreades comunes es conreen en oasis adaptats a la composició del substrat en condicions de sequera.
El món animal és divers, animals adaptats a viure en condicions àrides. S'han creat diverses reserves naturals (Amudaryo, Badaytokai, Bokhiz, Borsakelmas, Hasankoli, Repetek, Ustyurt, Kyzylkum, Kaplonqir).
El bosc de Saxaul (Haloxylon persicum i Haloxylon ammodendron(syn. H. aphyllum)) és un dels ecosistemes més característics i significatius dels freds deserts hivernals de Turán. Aquestes dues úniques espècies del gènere Haloxylon, endèmic de l'Àsia central, formen una vegetació llenyosa a gran escala en zones arenoses, en tota la regió turaniana, des de Turkmenistan, Uzbekistan fins a Kazakhstan. Segons Rachkovskaya (2003), l'àrea de distribució natural de totes dues espècies és d'uns 500.000 km². El bosc de Saxaul és l'exemple més significatiu de segrest i emmagatzematge de carboni en ecosistemes desèrtics.

## Urbanisme
Les tres ciutats més importants de la depressió són Daşoguz a Turkmenistan i Nukus i Urganch a l'Uzbekistan.
La localitat de Vpadina Akchanaya (Turkmenistan) es troba a 81 m sota el nivell del mar.